# Šitbořský potok
Šitbořský potok je levostranným přítokem Lipoltovského potoka v okrese Cheb v Karlovarském kraji. Délka toku měří 16,1 km.
Plocha povodí činí 34,3 km².

## Průběh toku
Potok pramení v České lese v Přírodním parku Český les. Jeho pramen se nachází v nadmořské výšce 725 metrů, zhruba 2,5 km severovýchodně od vrcholu Dyleně, přibližně 2 km od česko-bavorské hranice. Od pramene teče severovýchodním směrem k Dolnímu Žandovu, kde přibírá zprava nejprve Žandovský potok, pak Lipový potok. Po průtoku obcí se směr toku mění na severozápadní, potok přitéká do Salajny, místní částí obce Dolní Žandov. Nad jeho levým břehem se vypíná památný strom Lípa v Salajně, severním směrem pokračuje potok přes Velkou Šitboř, místní část obce Milíkov. To už potok opouští Český les a přitéká do Chebské pánve. Ještě než dospěje k soutoku s Lipoltovským potokem v Tuřanech, tak na okraji obce míjí skupinu památných stromů Dubů u statku. Přibližně po 300 metrech se jako levostranný přítok vlévá do Lipoltovského potoka na 3,8 říčním kilometru.

## Vodní režim
Průměrný průtok Šitbořského potoka u ústí činí 0,26 m³/s.

## Mlýny
- Vodní mlýn v Salajně